# Barend van Hemert
Barend Arnold van Hemert (Dordrecht, 10 mei 1891 - Warschau, januari 1945) was een Nederlands sporter en militair in Duitse dienst.
Van Hemert was een veelzijdig sporter. Hij was actief bij D.F.C.. Als voetballer speelde hij tussen 1911 en 1923 voor de club en maakte eind 1924 nog een kortstondige rentree. De doelman speelde op 14 mei 1914 eenmaal in het Nederlands voetbalelftal in de vriendschappelijke wedstrijd tegen Denemarken. Daarnaast was hij vaak reserve achter Just Göbel. Van Hemert was ook actief als zwemmer, bokser en atleet. Tijdens de Nederlandse atletiekkampioenschappen in Rotterdam 1922, verbeterde hij het Nederlands record kogelstoten tot 12,21½ m en veroverde hiermee tevens zijn eerste en enige Nederlandse titel. Zijn bijnaam was de reus van Dordrecht.
Naast het sporten was hij actief als koopman- leerhandelaar. Hij was in 1923 gehuwd met Petronella Jacoba Margaretha Hofman (1903-1934) van wie hij in 1930 scheidde. Van Hemert raakte in de jaren dertig aan lagerwal. In de Tweede Wereldoorlog nam hij in 1941 dienst in de Wehrmacht en vocht aan het Oostfront. Hij kwam tussen 5 en 17 januari 1945 om het leven in of bij Warschau. In 2013 gaf onderzoek aan dat hij niet vrijwillig in dienst was gegaan.

## Nederlandse kampioenschappen
| Onderdeel   | Jaar |
| ----------- | ---- |
| kogelstoten | 1922 |

## Persoonlijk record
| Onderdeel   | Prestatie        | Datum        | Jaar      |
| ----------- | ---------------- | ------------ | --------- |
| kogelstoten | 12,21½ m (ex-NR) | 11 juni 1922 | Rotterdam |